# Zukuma
Zukuma es un género musical y baile procedente de Angola. Se trata de un estilo influido por otros géneros como el Zouk, Kuduro, Kizomba, Kwassa, Konpa dirèk, y Amapiano.

## Significado de Zukuma
Zouk, Kuduro, Kizomba, Kompa, Kwassa y Amapiano.

## Origen

Zukuma es oriundo de Angola, integra elementos distintivos de varios ritmos africanos, como Zouk, Kuduro, Kizomba, Kompa, Kwassa y Mapiano, para crear un sonido único y atractivo.

## Historia
Este género musical fue fundado el 1 de julio de 2022 por el cantante angoleño Sapiyossi, cuando tuvo problemáticas emocionales durante su hospitalización en el hospital Saint-Jean de Bruselas, Bélgica. Creó música terapéutica y danza como una forma de expresión personal y curación.

## Producciones
Primera producción instrumental en Luanda, Angola (2022-2023): Duración de 8 meses, completada por "Cássias Produções" el 14 de enero de 2023. Primera producción musical - Bruselas, Bélgica (2023): Duración de 2 meses. La mezcla y masterización fue ejecutado por (Dada Studios) el 23 de marzo hasta el 20 de mayo. 
Primera producción de vídeo musical - Bruselas, Bélgica (2023): (CF Production) ejecutado el 26 y el 28 de mayo, duró siete meses, terminando en enero de 2024, pasando por 7 versiones. 
Later Production, Bruselas, Bélgica (septiembre de 2023): dos instrumentales en (Anderlecht Studios) en Bruselas, Bélgica, incluyendo otros tres instrumentales.

## Características musicales
Es conocido por sus ritmos pegadizos y ritmos energéticos, que a menudo combinan elementos electrónicos, percusión vibrante e influencias tradicionales africanas.

## Diversidad melódica
El género abarca una amplia diversidad melódica, incorporando melodías y armonías pegadizas que reflejan la riqueza de la música africana.

## Letras significativas
Las letras a menudo son fundamentalmente significativas, con una influencia terapéutica, buscando expresar mensajes sobre emociones positivas y enfrentando problemas sociales, culturales y políticos; la mayoría se canta en portugués.

## Estilo de baile
Los movimientos vibrantes y la coreografía única se alinean con la energía de la música, incorporando elementos de la danza africana contemporánea y tradicional.

## Impacto cultural y global
Zukuma representa la diversidad cultural y la creatividad musical africana. Con el potencial de llegar a audiencias globales, contribuye a la creciente influencia de la música africana.